# Rafalus wittmeri
Rafalus wittmeri är en spindelart som först beskrevs av Prószynski 1978.  Rafalus wittmeri ingår i släktet Rafalus och familjen hoppspindlar. Inga underarter finns listade i Catalogue of Life.